# Sobaeksu Sports Club
Il Sobaeksu Sports Club (cor. 소백수체육단) è una società calcistica nordcoreana con sede a Kaesŏng.

## Allenatori e presidenti
- 2011-oggi  Kim Jong-Hun